# Володимирівка (Білоцерківська міська громада)
Володи́мирівка (колишня назва — Дрозди) — село в Україні, у Білоцерківському районі Київської області. Входить до складу Білоцерківської міської громади. Населення становить близько 150 осіб.

## Історія
Заселене заможними переселенцями з сіл Сидори, Мазепинці, Дрозди у 1923—1924 роках. У 1930-х роках
були підпорядковані Вільнотарасівській сільській раді Великополовецького району.
У 1931 році утворено колгосп.
На кладовищі на місці масового поховання жертв Голодомору 1932—1933 років у 1998 році встановлений пам'ятний знак — стелу з меморіальною таблицею).

## Населення

### Мова
Розподіл населення за рідною мовою за даними перепису 2001 року:
| Мова       | Кількість | %     |
| ---------- | --------- | ----- |
| українська | 154       | 98.09 |
| російська  | 3         | 1.91  |
| Усього     | 157       | 100   |

## Також
- Перелік населених пунктів, що постраждали від Голодомору 1932—1933 (Київська область)

## Джерело
- Облікова картка на сайті ВРУ[недоступне посилання з червня 2019]